# Katalin Hangos
Katalin M. Hangos é uma engenheira química húngara cuja pesquisa se concentra na teoria do controle e modelagem de processos químicos. Ela é professora investigadora no Laboratório de Sistemas e Controle do Instituto de Ciência da Computação e Controle da Academia Húngara de Ciências e professora de engenharia eléctrica e sistemas de informação na Universidade da Panónia.

## Educação
Hangos obteve um mestrado em química na Eötvös Loránd University em 1976 e voltou para a Eötvös Loránd University para se formar em ciência da computação em 1980. Ela obteve um Ph.D. em engenharia química em 1984 e, pela Academia de Ciências da Hungria, um D.Sc. em engenharia de sistemas de processo em 1994.

## Livros
Hangos é co-autora de:
- Process Modeling and Model Analysis (com Ian T. Cameron, Academic Press, 2001)
- Analysis and Control of Nonlinear Process Systems (com József Bokor e Gábor Szederkényi, Springer, 2004)[2]
- Intelligent Control Systems: An Introduction with Examples (com Rozália Lakner e Miklós Gerzson, Kluwer, 2004)[3]
- Analysis and Control of Polynomial Dynamic Models with Biological Applications (com Gábor Szederkényi e Attila Magyar, Academic Press, 2018)[4]